# Rodolfo Terlizzi
Rodolfo Terlizzi (Florencia, 17 de octubre de 1896-Florencia, 11 de julio de 1971) fue un deportista italiano que compitió en esgrima, especialista en la modalidad de florete.
Participó en dos Juegos Olímpicos de Verano en los años 1920 y 1932, obteniendo dos medallas, oro en Amberes 1920 y plata en Los Ángeles 1932. Ganó una medalla de oro en el Campeonato Mundial de Esgrima de 1930.

## Palmarés internacional
| Juegos Olímpicos   | Juegos Olímpicos             | Juegos Olímpicos | Juegos Olímpicos    |
| Año                | Lugar                        | Medalla          | Prueba              |
| ------------------ | ---------------------------- | ---------------- | ------------------- |
| 1920               | Amberes (Bélgica)            | Medalla de oro   | Florete por equipos |
| 1932               | Los Ángeles (Estados Unidos) | Medalla de plata | Florete por equipos |
| Campeonato Mundial |                              |                  |                     |
| Año                | Lugar                        | Medalla          | Prueba              |
| 1930               | Lieja (Bélgica)              | Medalla de oro   | Florete por equipos |